# LOVE & HONEY
『LOVE & HONEY』（ラヴ・アンド・ハニー）は、日本の歌手・倖田來未の11枚目のシングル。発売元はrhythm zone。

## 解説
3枚目のアルバム『feel my mind』から、初回盤のみに収録されていた「キューティーハニー」をリカットし、さらに新曲3曲を収録したシングル。
また、初めて「CDのみ」「CD＋DVD」の2形態で発売された。初回限定盤DVDには「キューティーハニー」のPVが収録されている。「CD＋DVD」には8ページブックレットが封入されている。
当初の発売告知では、タイトルが『キューティーハニーep』と仮題されていた。
このシングルは、2003年発売の7枚目のシングル「real Emotion/1000の言葉」に続いて自身2度目となるオリコンのシングルチャートで10位以内を記録し、倖田の知名度を一気に上げた。
この倖田版の「キューティーハニー」が主題歌となっている実写映画『キューティーハニー』には、倖田本人も出演している。
歌番組などに出演する際の露出度の高い衣装が話題となり、「エロかっこいい」路線を確立した楽曲でもある。

## 音楽性とイメージ
「キューティーハニー」のカバーについて倖田は、「やっぱりアニメ主題歌だったし、原曲は声優さんが歌ってるんで、自分のイメージとは違う感じがしたんですよ。でも、「映画に出演もして欲しい」という庵野秀明さん（『キューティーハニー』監督）の意向があって、その映画出演の話を最初に聞いたとき、私がキューティーハニーの役だと思ったんですよ（笑）。だったら「やるやるーっ！」って。実際には全然違う役だったんですけど（笑）。で、「キューティーハニー」を歌うことになった時にやっぱり“自分らしさ”は出したいし、カラオケにしたくないから、倖田來未のオリジナリティみたいなものをちゃんと出したいなということで、「とりあえずトラック自体は“倖田來未らしく”格好良く作り直したい」って言って。で、それの了承が出て。ただ庵野さん的に“イヤよ イヤよ 見つめちゃイヤ～ハニーフラッシュ！♪”の部分は原曲の要素を残してほしいという意向などはあったんですけど、話し合ってむちゃくちゃ格好良く出来たなって。」として、露出の高い衣装に関しては自身のアイデアで発案をしており、「ヤラれましたねー！作ってるこっちもやられましたもん。「生音にして」ということは言ってたんですけど、それにしても曲のイメージが可愛い曲からすごく格好良い楽曲に変わったと思うから、私は、カバーにおける革命を起こしたかなと思ってるんですけどね（笑）。」とし、予想以上に過激な衣装で登場した際には、「最近ね、“パンツ（ズボン）”じゃなくて“パンツ（下着）”でみたいな話になりつつありまして（笑）。最近アニマル柄がちょっと自分の中で流行ってて、中でもゼブラが流行ってるんですよ。で、「ゼブラ柄のパンツ履きたい」とか、そういう注文出して、「ヒップ出すんだったら、バストは隠して」とか、色々言ってたんですけど、結局セクシーになり過ぎちゃって（笑）。」と語っている。

## 収録曲

### CD
1. キューティーハニー [3:06]
作詞：Kurodo・Q
作曲：Takeo Watanabe
編曲：h-wonder
前川陽子のカバー。
原曲との違いは、曲の最後の「変わるわよ」という台詞がカットされている[1]。
2. The theme of Sister Jill (LOVE & HONEY version) [3:47]
作詞：Kumi Koda・Sachi Bennett
作曲：Harutoshi Noda
編曲：h-wonder
初回限定盤と通常盤とではアレンジが異なる。
倖田來未本人が映画にディーヴァ役として出演し、この曲を歌うシーンがある。
3. 夜霧のハニー [3:44]
作詞：Akira Ito
作曲：Takeo Watabe
編曲：Reo Nishikawa
前川陽子のカバー。
4. Into your heart [4:16]
作詞・作曲：Miki Watabe
編曲：h-wonder
5. キューティーハニー (Instrumental) [3:05]
6. Into your heart (Instrumental) [4:16]

### DVD
1. キューティーハニー (MUSIC CLIP)

## タイアップ
- 日本映画『キューティーハニー』主題歌 (#1)
- OVA『Re:キューティーハニー』オープニングテーマ (#1)
- 映画『キューティーハニー』劇中歌（ショートバージョン）(#2)
- 映画『キューティーハニー』劇中歌 (#3)
- OVA『Re:キューティーハニー』エンディングテーマ (#4)

## 収録アルバム
- キューティーハニー
  - 『feel my mind』(初回盤のみボーナストラック)
  - 『secret』
  - 『BEST 〜first things〜』
  - 『BEST 〜2000-2020〜』
    - 「キューティーハニー -BEST 〜2000-2020〜 ver.-」の再録バージョンも収録

## 収録ライブ映像
- キューティーハニー
  - 『secret 〜FIRST CLASS LIMITED LIVE〜』
  - 『LIVE TOUR 2005 〜first things〜 deluxe edition』
    - 『BEST 〜second session〜』(LIMITED EDITIONのみ付属)

  - 『KODA KUMI LIVE TOUR 2006-2007 〜second session〜』
  - 『KODA KUMI LIVE TOUR 2007 〜Black Cherry〜 SPECIAL FINAL in TOKYO DOME』(Live Version、オリジナル音源の2曲)

Live Versionのアレンジ調をベースにしたスタジオ音源が、後に『キューティーハニー BEST 〜2000-2020〜 ver.』に改め配信限定として2021年10月25日にリリースされた。詳しくは、
  - 『KODA KUMI LIVE TOUR 2009 〜TRICK〜』(メドレー)
  - 『KODA KUMI 2009 TAIWAN』(Live Version、オリジナル音源はメドレー)
  - 『KODA KUMI LIVE TOUR 2010 〜UNIVERSE〜』(メドレー)
  - 『Dream music park』(Dejavu)
  - 『KODA KUMI 10th Anniversary 〜FANTASIA〜 in TOKYO DOME』(メドレー)
  - 『KODA KUMI LIVE TOUR 2011 〜Dejavu〜』(メドレー)
  - 『a-nation'05』(Beach Mix)
  - 『KODA KUMI LIVE TOUR 2013 〜JAPONESQUE〜』(メドレー)
  - 『Koda Kumi 15th Anniversary First Class 2nd LIMITED LIVE at STUDIO COAST』(WALK OF MY LIFE、ファンクラブ限定盤)
  - 『KODA KUMI 15th Anniversary LIVE The Artist』(メドレー)
  - 『KODA KUMI LIVE TOUR 2016 〜Best Single Collection〜』(メドレー)
  - 『KODA KUMI LIVE TOUR 2018 -DNA-』(ファンクラブ限定盤)
  - 『KODA KUMI LIVE TOUR 2019 re(LIVE) 〜Black Cherry〜』
    - 『KODA KUMI LIVE TOUR 2019 re(LIVE) -Black Cherry- & -JAPONESQUE-』(ファンクラブ限定盤)

音源は、Live Version。

## キューティーハニー BEST 〜2000-2020〜 ver.
『キューティーハニー BEST 〜2020-2021〜 ver.』は、日本の歌手・倖田來未の17作目の配信限定シングル。2021年10月25日に配信された。

### 解説
前作『to be free』から1か月ぶりでのリリースで、12月6日（デビュー日）まで3か月連続配信リリースの第1弾。本曲は前述発売のオールタイム・ベストアルバム『BEST 〜2000-2020〜』において、初CD・パッケージ化された。
同曲は、2004年にリリースされたものをリメイク。音源は2007年に開催された全国ツアー『KODA KUMI LIVE TOUR 2007 〜Black Cherry〜』においてアレンジされたLive Versionのベースをスタジオ音源として改め、大胆なジャズアレンジで新録し、新たな魅力が引き出されたバージョンとなっている。

### 収録曲
1. キューティーハニー BEST 〜2000-2020〜 ver. [4:22]
作詞：Kurodo・Q
作曲：Takeo Watanabe

### 収録アルバム
- 『BEST 〜2000-2020〜』

オリジナル音源については、